# Guadalupecaracara
De guadalupecaracara (Caracara lutosa) is een uitgestorven roofvogel uit de familie van de Falconidae (valkachtigen).

## Verspreiding en leefgebied
Deze soort kwam voor op Isla Guadalupe. Het leefgebied bestond uit open terrein. De laatste exemplaren werden in 1903 gezien. De vogel stierf waarschijnlijk uit door een combinatie van vervolging door kolonisten en habitatverlies. Ooit was het eiland rijk begroeid maar door begrazing met geiten werd het eiland kaal.